# Grève des femmes du 14 juin 1991
Pour les articles homonymes, voir Grève des femmes.
La grève des femmes du 14 juin 1991 s'est déroulée en Suisse et a impliqué plus de 500 000 femmes. Mouvement lancé par l'Union syndicale suisse (USS), cette grève avait pour but de faire appliquer l'article constitutionnel fédéral sur l'égalité hommes-femmes inscrit dix ans plus tôt, le 14 juin 1981. La journée du 14 juin 1991 est généralement perçue comme l'accélérateur de l'application législative de l'article précité qui survient en 1996.

## Genèse
Le constat général dix ans après l'article inscrivant l'égalité entre femmes et hommes dans la constitution suisse est que ce dernier n'est pas appliqué et que l'égalité en matière de salaires n'est pas atteinte.
Des horlogères de la Vallée de Joux sont à l'origine de la grève. L'idée originelle reviendrait à la syndicaliste Liliane Valceschini, qui en parle à Christiane Brunner, alors secrétaire de la Fédération suisse des travailleurs de la métallurgie et de l'horlogerie (FTMH). Cette dernière réussit à convaincre l’Union syndicale suisse qui, malgré l'opposition de certains hommes, valide l'initiative le 29 août 1990 et l'idée de l'organisation d'une grève et non d'une journée d'action. Un comité national de grève voit le jour au mois de décembre 1990, suivi par des groupes d'organisation cantonaux.
L'USS organise ensuite le mouvement au niveau fédéral pour l'anniversaire des 10 ans de l'inscription de l'égalité hommes-femmes dans la Constitution fédérale à la suite de la votation populaire du 14 juin 1981, afin de demander son application concrète :

« L’homme et la femme sont égaux en droits. La loi pourvoit à l’égalité, en particulier dans les domaines de la famille, de l’instruction et du travail. Les hommes et les femmes ont droit à un salaire égal pour un travail de valeur égale. »

— Accepté en votation populaire du 14 juin 1981.
L'initiative syndicale est rejointe par le nouveau mouvement des femmes, l'Organisation pour la cause des femmes (Ofra), Frauen macht Politik! (Frap!), l'Association suisse pour les droits de la femme, le parti socialiste ouvrier (trotskiste), le parti socialiste (PS), le comité hors parti pour la réalisation de l'égalité des droits et nombre de femmes sans affiliation politique, syndicale ou associative. Une aide financière et matérielle est fournie par les organisations syndicales.
Au niveau des cantons, l'organisation est souvent décentralisée et a parfois pris la forme de collectifs comme dans le canton de Genève, le « collectif du 14 juin » qui s'est formé dès l'automne 1990 et qui a poursuivi son action après le 14 juin 1991.
Certains employeurs menacent de représailles et de licenciement, considérant que cette grève remet en cause le concept suisse de paix du travail.

## Revendications
Le manifeste du 14 juin exprime neuf revendications pour cette grève :
- l'application de la loi du 14 juin 1981
- l'égalité salariale
- la protection contre le harcèlement sexuel sur les lieux de travail
- la création de possibilités de formation, de perfectionnement, de recyclage du travail et de promotion professionnelle
- l'interdiction du travail de nuit et du dimanche des femmes et des hommes
- la création de crèches et de systèmes de garde d'enfant à des prix accessibles
- le partage égal des tâches familiales entre les femmes et les hommes
- le respect des femmes dans la société notamment la possibilité de ne pas être exposées aux abus sexuels et à la violence

## Conséquences
La grève a eu d'importants retentissements en Suisse. Près d'un demi-million de femmes, soit une sur quatre, descendent dans la rue pour manifester,.

### Médiatisation
La grève est relayée dans les médias suisses et internationaux, la Pravda, journal officiel du Parti communiste en URSS consacrant même un article à l'évènement. L'article du journal soviétique, qui s'étonne du retard de la Suisse en matière de droits des femmes est à son tour repris par la presse suisse qui cite les propos suivants: 

« Même en Suisse, un pays si aisé, il y a une raison de faire la grève »

— Komsomolskaya Pravda, recension par le Journal de Genève
En Suisse romande, Valérie Hoffmeyer note, dans le Journal de Genève en 1991, qu'à Genève, les esthéticiennes et les coiffeuses sont toutefois les oubliées de la grève. Le 14 juin 1991, la Gazette de Lausanne consacre un dossier au sujet de l'inégalité entre hommes et femmes, évoquant le manque de crèches, la grève des femmes journalistes du Palais Fédéral et le Congrès suisse des intérêts féminins de 1975 durant l'année internationale de la femme, ainsi que le Rapport de la Commission nationale suisse pour l'Unesco sur la situation de la femme dans la famille,. L'Hebdo consacre également une double prise de position au sujet.

### Création de la loi fédérale sur l’égalité
En 1996, l'article constitutionnel sur l'égalité est mis en œuvre législativement, notamment grâce à la grève du 14 juin 1991 : c'est la loi fédérale sur l’égalité (LEg).
La journée du 14 juin est demeurée une journée emblématique de la lutte pour les droits des femmes en Suisse, particulièrement autour des thématiques d'égalité,. Chaque année, des actions sont organisées le 14 juin,, en faveur de l'égalité entre hommes et femmes, surtout en matière d'égalité salariale. Le 14 juin 2011, une autre manifestation d'ampleur nationale est organisée pour fêter, entre autres, les 20 ans de cette manifestation,,,.

## Grève des femmes du 14 juin 2019

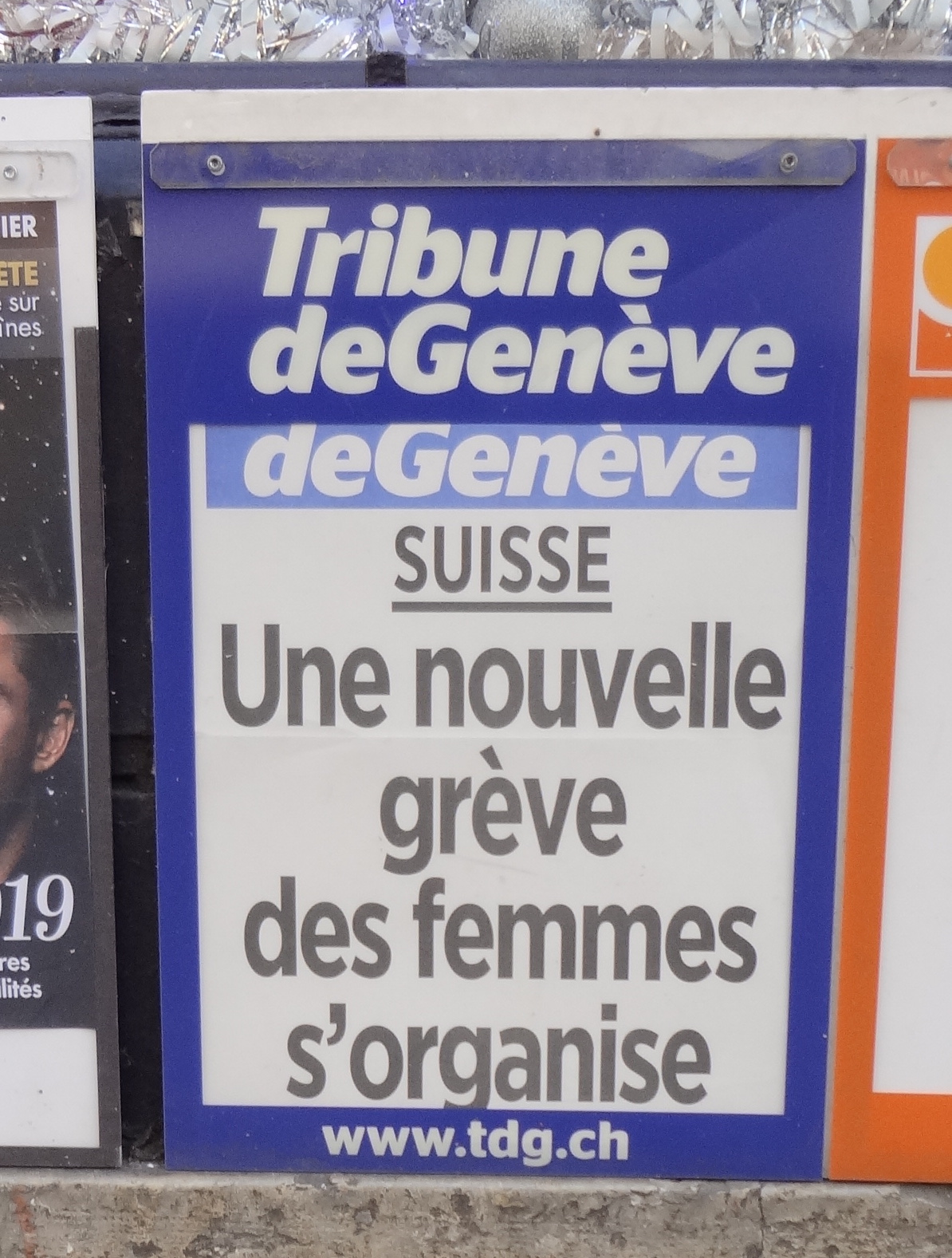
Manchette de la Tribune de Genève.

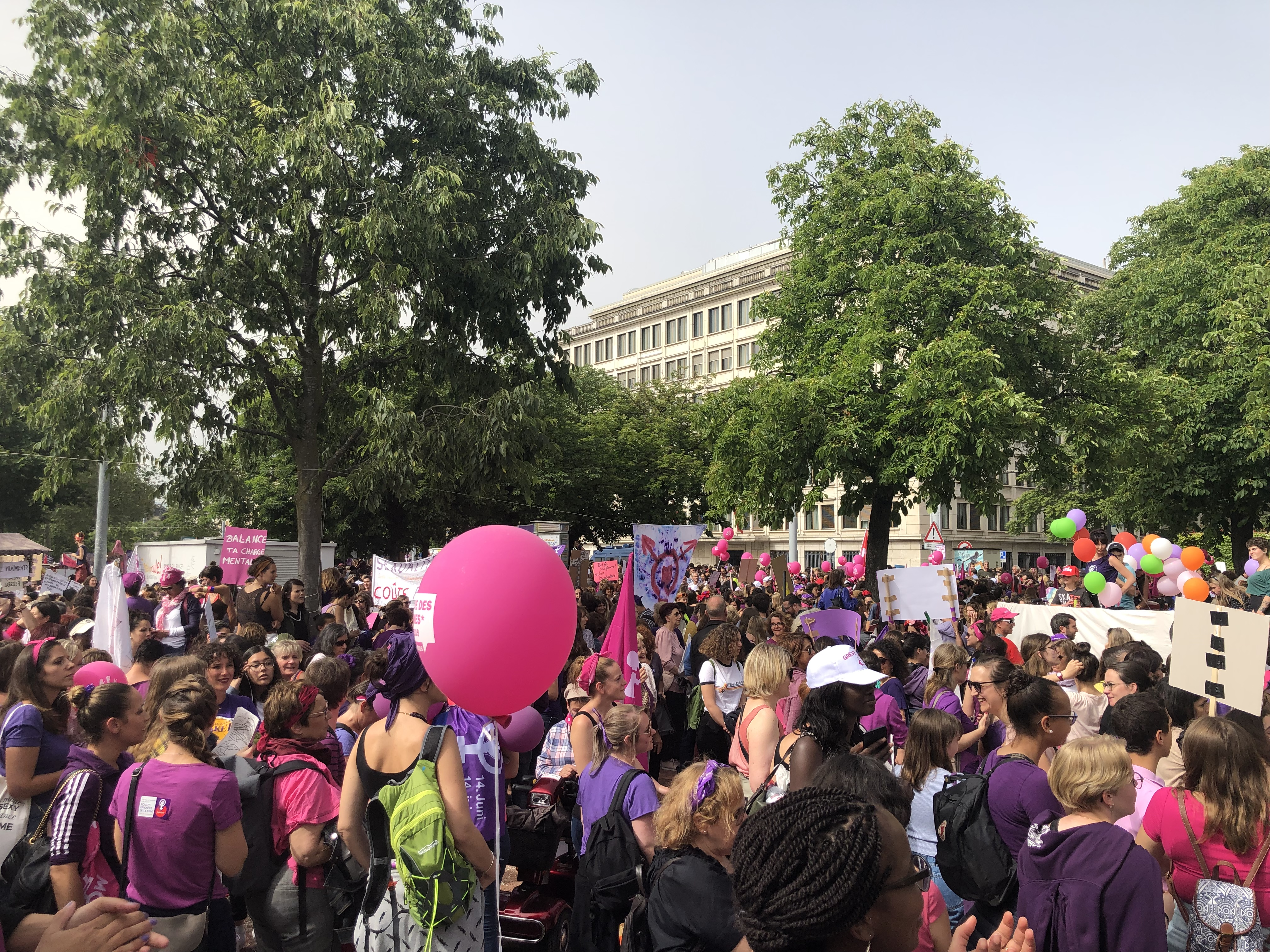
Rassemblement sur la Plaine de Plain-Palais pour la grève des femmes du 14 juin 2019.

En 2019, une réédition de la grève a lieu dans toute la Suisse, réunissant à nouveau plus de 500 000 femmes,,,,,,.

### Bibliographie

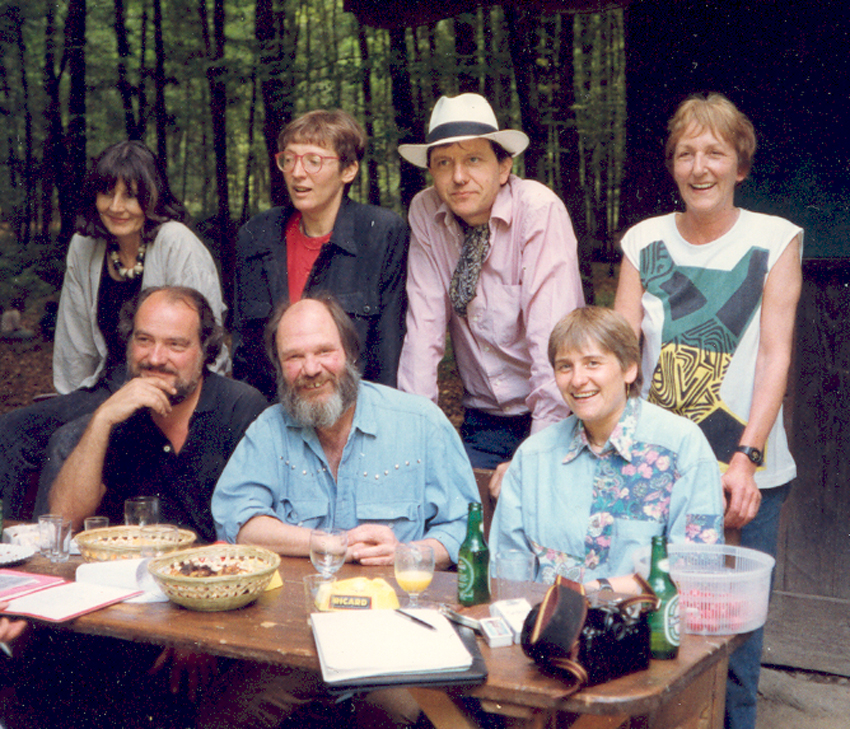
Le groupe des Éditions d'en bas en juin 1991.